# Taipingqiao, Hunan
Taipingqiao är en sockenhuvudort i Kina. Den ligger i provinsen Hunan, i den södra delen av landet, omkring 190 kilometer nordväst om provinshuvudstaden Changsha. Antalet invånare är 14 164. Befolkningen består av 6 792 kvinnor och 7 372 män. Barn under 15 år utgör 12,0 %, vuxna 15-64 år 72 %, och äldre över 65 år 15,0 %.
Runt Taipingqiao är det ganska tätbefolkat, med 207 invånare per kvadratkilometer. Närmaste större samhälle är Qihe, 8,7 km norr om Taipingqiao. I omgivningarna runt Taipingqiao växer huvudsakligen savannskog.
Genomsnittlig årsnederbörd är 1 751 millimeter. Den regnigaste månaden är maj, med i genomsnitt 282 mm nederbörd, och den torraste är december, med 30 mm nederbörd.